# Kings of Convenience

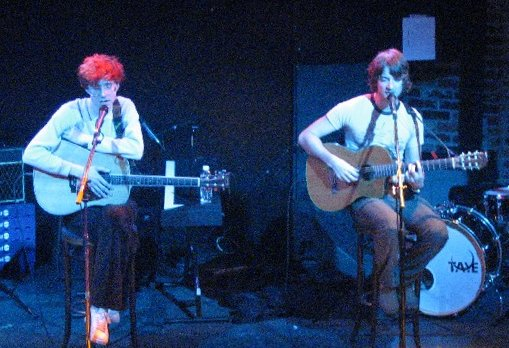
Kings of Convenience in 2005

Kings of Convenience is een indie folk-pop duo uit Bergen, Noorwegen. Het duo wordt gevormd door Erlend Øye en Eirik Glambek Bøe. De muziek kan het beste worden omschreven als dromerige en melancholische gitaarpop.

## Biografie
Erlend (21 november 1975) en Eirik (25 oktober 1975) kennen elkaar vanaf hun 10de levensjaar. Op hun zestiende speelden ze, samen met twee andere vrienden, in de band Skog. De band bracht één EP uit: Tom Tids Tale, waarna de band uit elkaar ging en Erlend en Eirik hun eigen weg gingen als Kings of Convenience. Het duo krijgt in 2001 meer bekendheid als zanger Erlend Øye enkele nummers zingt voor de band Röyksopp. Deze maken dat jaar ook de remix van de albumtrack I Don't Know What I Can Save You From voor hen.
Inmiddels zijn de Kings of Convenience een succesvol duo. Voor het album Declaration of Dependence toerde het duo in 2009 door Europa en deed ook Nederland (Paradiso in Amsterdam en WATT in Rotterdam) en België (Koninklijk Circus in Brussel) aan.

## Discografie

### Albums
| Album met eventuele hitnotering(en) in de Nederlandse Album Top 100 | Datum van verschijnen | Datum van binnenkomst | Hoogste positie | Aantal weken | Opmerkingen |
| ------------------------------------------------------------------- | --------------------- | --------------------- | --------------- | ------------ | ----------- |
| Kings of Convenience                                                | 2000                  | -                     |                 |              |             |
| Versus                                                              | 2001                  | -                     |                 |              |             |
| Quiet is the New Loud                                               | 2001                  | -                     |                 |              |             |
| Riot on an Empty Street                                             | 2004                  | 10-07-2004            | 91              | 2            |             |
| Declaration of Dependence                                           | 25-09-2009            | 03-10-2009            | 57              | 5            |             |
| Peace or Love                                                       | 18-06-2021            | -                     |                 |              |             |

| Album met hitnotering(en) in de Vlaamse Ultratop 200 albums | Datum van verschijnen | Datum van binnenkomst | Hoogste positie | Aantal weken | Opmerkingen |
| ----------------------------------------------------------- | --------------------- | --------------------- | --------------- | ------------ | ----------- |
| Declaration of Dependence                                   | 2009                  | 03-10-2009            | 43              | 6            |             |

Singles
Op 30 april 2021 bracht het duo, na een stilte van bijna 12 jaar, hun nieuwe single genaamd 'Rocky Trail' uit.